# شويبس
شويبس أو رسمياً (شركة شويبس للمشروبات الغازية) (بالإنجليزية: Schweppes)‏ هي أقدم شركات المشروبات الغازية في العالم، تأسست شويبس في عام 1783 في جينيف لصاحبها جوهان شويب، وتعد واحدة من أشهر المشروبات الغازية حول العالم.
تتميز منتجات شويبس باستخدام مياه التونيك والعصائر الطبيعية (خاصة الحمضيات) مثل البرتقال والليمون واليوسفي والرمان، ويتم توزيع مشروبات شويبس حالياً عبر شركتي كوكاكولا وشركة دكتور بيبر سنابل جروب.

## تاريخ شويبس
مع بداية سبعينات القرن الثامن عشر نجح يوهان شويب في وضع طريقة جديدة وسهلة من أجل إعداد المياه الغازية معتمدا على أبحاث العالم الإنجليزي جوزيف بريستلي، وكانت طريقة يوهان شويب تقضي بأن يتم الحصول على غاز الكربون عن طريق الخلط بين الطباشير وحمض السلفوريك وعلى إثر ذلك يتم تنقية هذا الغاز عن طريق الماء قبل أن ينقل نحو خزانات يتم تسخينها باستخدام الحطب وعلى إثر ذلك تتولد قوة ضغط كافية تساعد على خلق المياه الغازية. سنة 1783 وبعد مجموعة كبيرة من الأبحاث قدم يوهان شويب وثائقه وبيانات تجاربه من أجل الحصول على براءة اختراع وأسس خلال نفس السنة مؤسسة شويبس والتي كان مقرها بمدينة جنيف السويسرية.

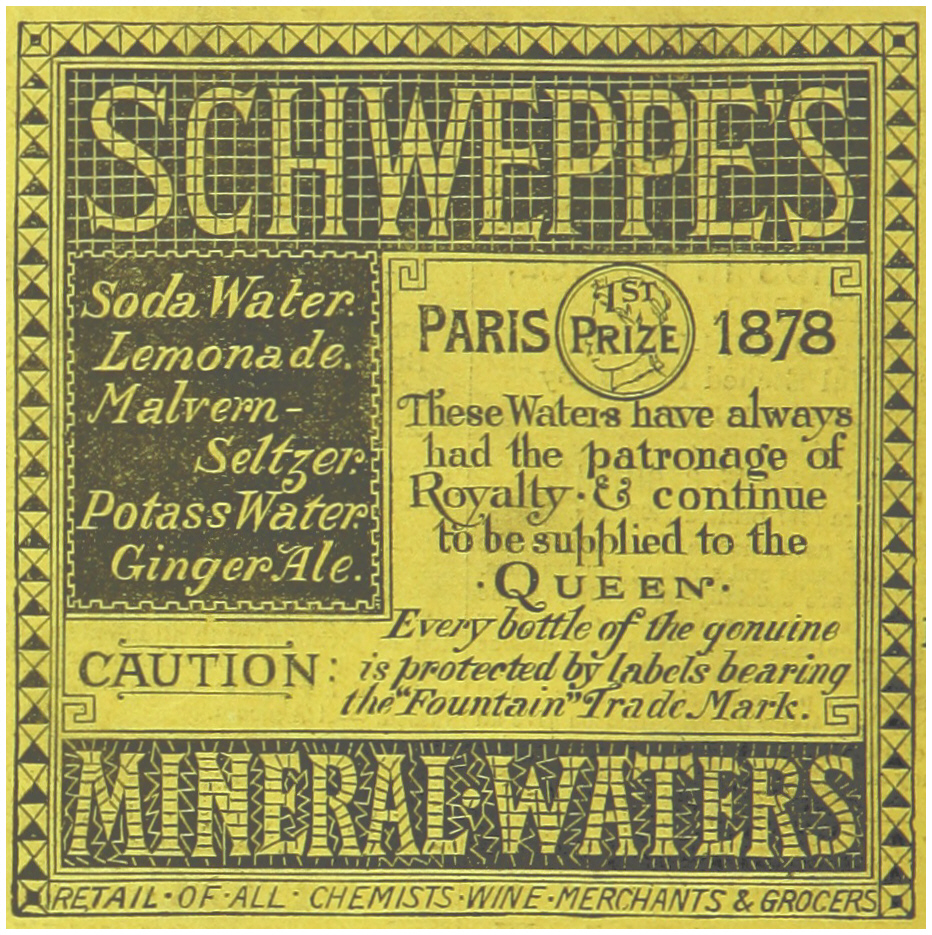
ملصق دعاية مياه شويبس الغازية يعود لعام 1883

خلال تلك الفترة استخدمت المياه الغازية التي أنتجها يوهان شويب في المجال الطبي وكمبادرة من أجل الإنسانية جعل المخترع السويسري سعر المياه الغازية في متناول الجميع حيث لم يتعدى ثمنه تكلفة إنتاجه.
خلال سنة 1790 إستقر يوهان شويب في أنجلترا وفي سعي منه لتوسيع نشاطاته إفتتح رفقة كل من المهندس نيقولا بول والصيدلي هنري – ألبرت غوس ما عرف بمؤسسة «شويب، بول وغوس» لإنتاج المياه الغازية وقد سجلت هذه المؤسسة بدايتها خلال سنة 1792 بمدينة لندن.
خلال السنوات الأولى عانت هذه المؤسسة الجديدة من مصاعب عديدة بسبب الحروب النابليونية وعلى إثر ذلك تخلى كل من «نيقولا بول» و «هنري – ألبرت غوس» عن المؤسسة ليجد شويب نفسه وحيدا، على إثر رحيل رفيقيه لم يفقد يوهان شويب الأمل وأعاد هيكلة مؤسسته وجعل إسمها «جي. شويب وشركاؤه» وخلال السنوات التالية حققت شركة المياه الغازية هذه نجاحا غير مسبوق حيث كانت المياه الغازية دائما ما تقدم كدواء وتدرج في الوصفات الطبية من أجل معالجة أمراض الكلية والحويصلة الصفراوية وعسر الهضم وقد حمل حينها الماء الغازي اسم «الماء – الدواء» وكان دائما ما يتم خلطه مع مشروب «الكونياك» الكحولي فضلا عن كل ذلك إعتمد يوهان شويب على زجاجات بيضوية الشكل من أجل حفظ مشروباته الغازية داخلها وقد آمن هذا المكتشف حينها أن تلك الزجاجات البيضوية الشكل كانت تساعد بشكل كبير للحفاظ على المياه الغازية لأكثر وقت ممكن وقد استمر اعتماد هذا النوع من الزجاجات لدى مؤسسة شويب إلى حدود أواخر القرن التاسع عشر.
مع حلول سنة 1798 قرر يوهان جاكوب شويب التخلي عن شركته في أنجلترا والتقاعد ولهذا أقدم على بيع ما يقدر ب 75 بالمئة من أسهم هذه المؤسسة إلى مجموعة من الأرسطقراطيين الفرنسيين الذين نجحوا مع بداية القرن التاسع عشر في توسيع نشاط مؤسسة شويب لتشمل مناطق واسعة من المملكة المتحدة.

## التسويق
خلال أعوام 1920-1930 أنتشرت إعلانات شويبس للفنان وليام باريبال الي خلق مجموعة من الملصقات ل شويبس.
في عام 1945، صاغت وكالة الإعلان جارفيلد في لندن كلمة «سكويبرفزانس» التي تم استخدامها لأول مرة في العام التالي، بعد ذلك تم استخدامه على نطاق واسع في الإعلانات التي تنتجها غارلاندس الذين باعوا حق المؤلف لهذه الكلمة لشركة شويبس، وظهرت حملة إعلانية في الخمسينيات والستينات من القرن الماضي لضابط بحري مخضرم في البحرية البريطانية يدعى كوماندر وايتهيد، الذي وصف نكهة البابن (إفيرزانس) على أنها إفلانسانس.
وفي بريطانيا ظهر الكوميدي بيني هيل في سلسلة من إعلانات شويبس التلفزيونية في الستينيات.
بدأت شويبس في الأنتشار في الشرق الأوسط في مصر حيث أنطلقت أولى حملاتها مع الفنان الكوميدى الراحل حسن عابدين بما يسمى بـ«سر شويبس»، حيث تفاعل المصريون كثيرا مع هذه الحملة، والتي كانت تدور حول قيام الفنان حسن عابدين بالسفر حول أنحاء العالم لاكتشاف سر طعم شويبس الذي لايقاوم في إطار كوميدى.

## روابط خارجية
- الموقع الرسمي
- Schweppes History Movie - تاريخ شركة شويبس على فيميو